# فرانك وولف
فرانك وولف (بالإنجليزية: Frank Wolff)‏ هو ممثل أمريكي، ولد في 11 مايو 1928 في الولايات المتحدة، وتوفي في 12 ديسمبر 1971 في إيطاليا.

## أعمال

### أفلام
- (1962) سلفاتوري جوليانو
- (1963) أمريكا أمريكا
- (1968) حدث ذات مرة في الغرب[5]

## وصلات خارجية
- فرانك وولف على موقع IMDb (الإنجليزية)
- فرانك وولف على موقع ألو سيني (الفرنسية)
- فرانك وولف على موقع أول موفي (الإنجليزية)
- فرانك وولف على موقع قاعدة بيانات الأفلام السويدية (السويدية)
- فرانك وولف على موقع قاعدة بيانات الفيلم (الإنجليزية)
- فرانك وولف على موقع كينوبويسك (الروسية)